# 艾蒂安·莫里斯·法尔科内
艾蒂安·莫里斯·法爾科內（法語：Étienne Maurice Falconet；1716年12月1日—1791年1月4日），法国洛可可雕塑家，跻身一流。他的资助人是著名的蓬帕杜尔夫人。
法尔科内生于法国巴黎的一个贫穷家庭。他先是给木匠当学徒，可是他把空閒时间花在製造泥塑作品上，而他的一些泥塑吸引了雕塑家Jean-Baptiste Lemoyne的注意，从而法尔科内成为了Jean-Baptiste Lemoyne的学生。他最成功的早期雕塑作品之一是关于克罗托那的米罗的，这使得他在1754年成为法兰西艺术院的会员。而坐落在俄罗斯圣彼得堡的彼得大帝青铜骑士像则是他生平最优秀，最具代表性的杰作，这也是圣彼得堡的标志性景点之一。